# Шелленберг, Иоганн Рудольф
Иоганн Рудольф Шелленберг (нем. Johann Rudolph Schellenberg; 1740 — 1806) — швейцарский гравёр, живописец, рисовальщик-иллюстратор, а также учёный-энтомолог. Считается одним из значительных художников-иллюстраторов и гравёров своего времени.

## Биография
Родился 4 января 1740 года в Базеле. Был сыном художника Иоганна Ульриха Шелленберга и Анны Катарины, дочери художника Иоганна Рудольфа Хубера.
Первые навыки рисунка и живописи Шелленберг получил от Иоганна Хубера. После его смерти в 1748 году, вся семья переехала в Винтертур. Здесь вместе с Антоном Граффом он учился в школе своего отца, а также работал в его мастерской. Затем вернулся в Базель, где начал пробовать себя в пейзажной и портретной живописи. 
После поездки в Италию, где он внезапно заболел, Шелленберг вернулся в Винтертур и уединился. Из этого состояния его вывел швейцарский натуралист из Цюриха Иоханнес Гесснер, поручивший художнику выполнить иллюстрации для научных целей. Шелленберг снова поехал в Цюрих, где жил у Гесснера и выполнил для него многочисленные рисунки, в основном насекомых. Затем в 1761 году выполнил гравюры для книги «Die Kennzeichen der Insekten, nach Anleitung des Königl» швейцарского энтомолога Иоганна Зульцера. Этот труд имел большой успех в стране и за рубежом, что дало Шелленбергу возможность для новых заказов. В последующие годы он создал около 3800 рисунков на энтомологические темы. Также Шелленберг создал иллюстрации для труда Иоганна Лафатера «Physiognomischen Fragmenten».
Шелленберг известен как педагог, воспитавший ряд швейцарских художников, среди которых Иоганн Липс, Johann Georg Penzel, Emanuel Steiner и Johann Jakob Biedermann.
C 1766 года Шелленберг был женат на Марии Магдалене Хегнер (нем. Maria Magdalena Hegner), у них было два сына, которые пошли по стопам отца, и четыре дочери. Художник скончался 6 августа 1806 года в округе Töss города Винтертур. 

## Труды
Иоганн Шелленберг иллюстрировал около 170 книг, став автором более 4000 иллюстраций.

Иллюстрации к книге «Asmus Omnia sua secum Portans» Маттиаса Клаудиуса
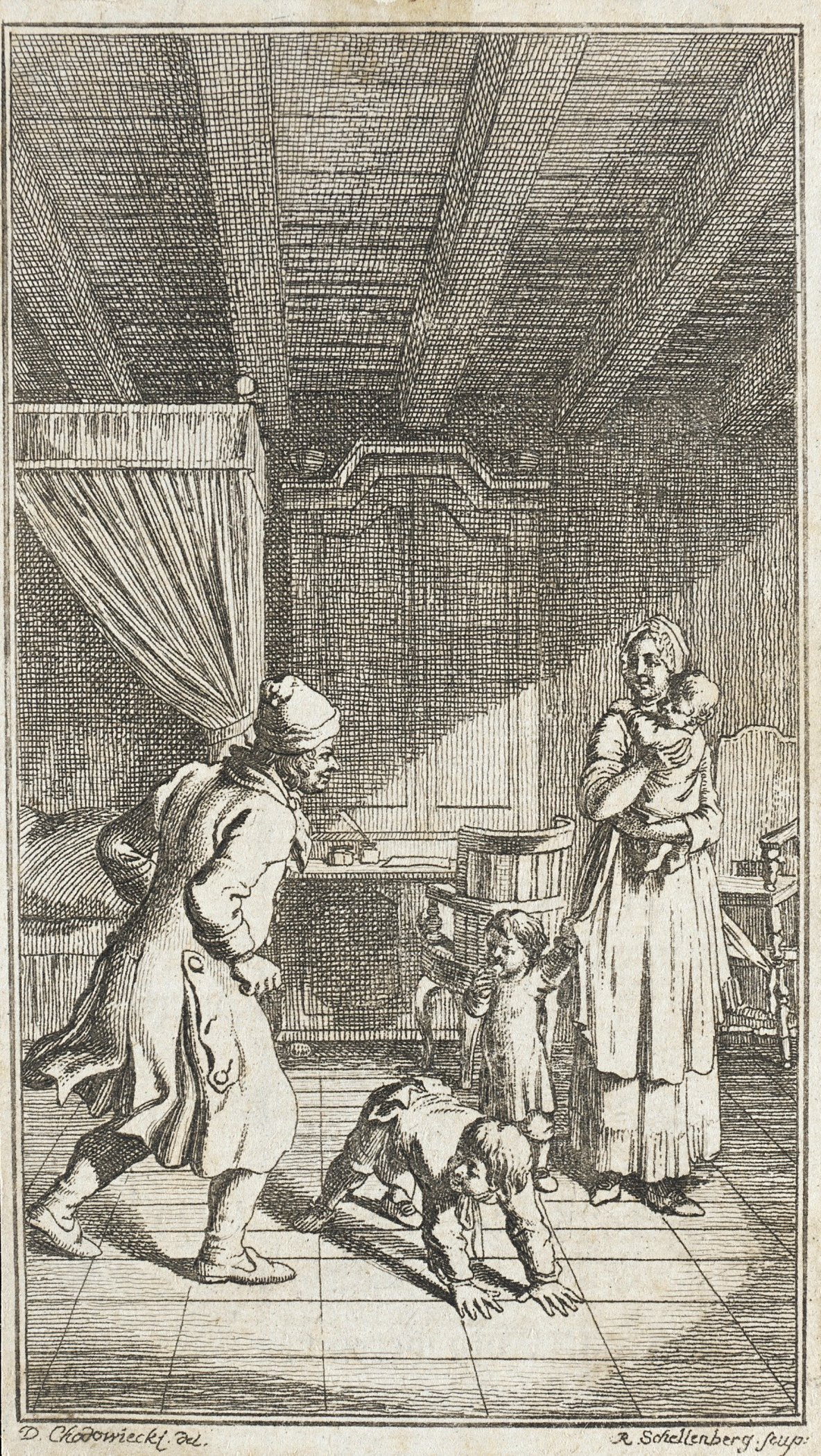
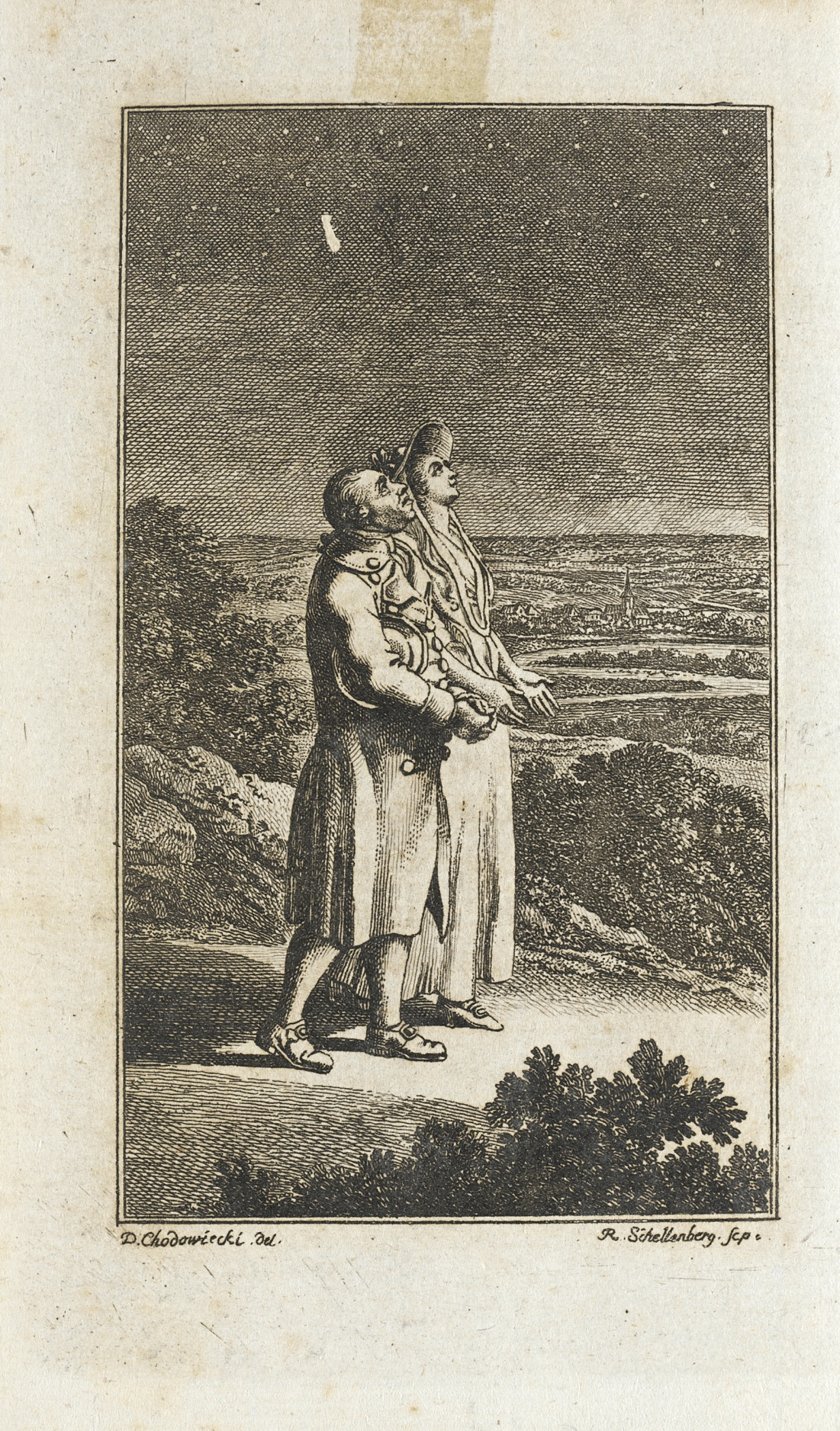
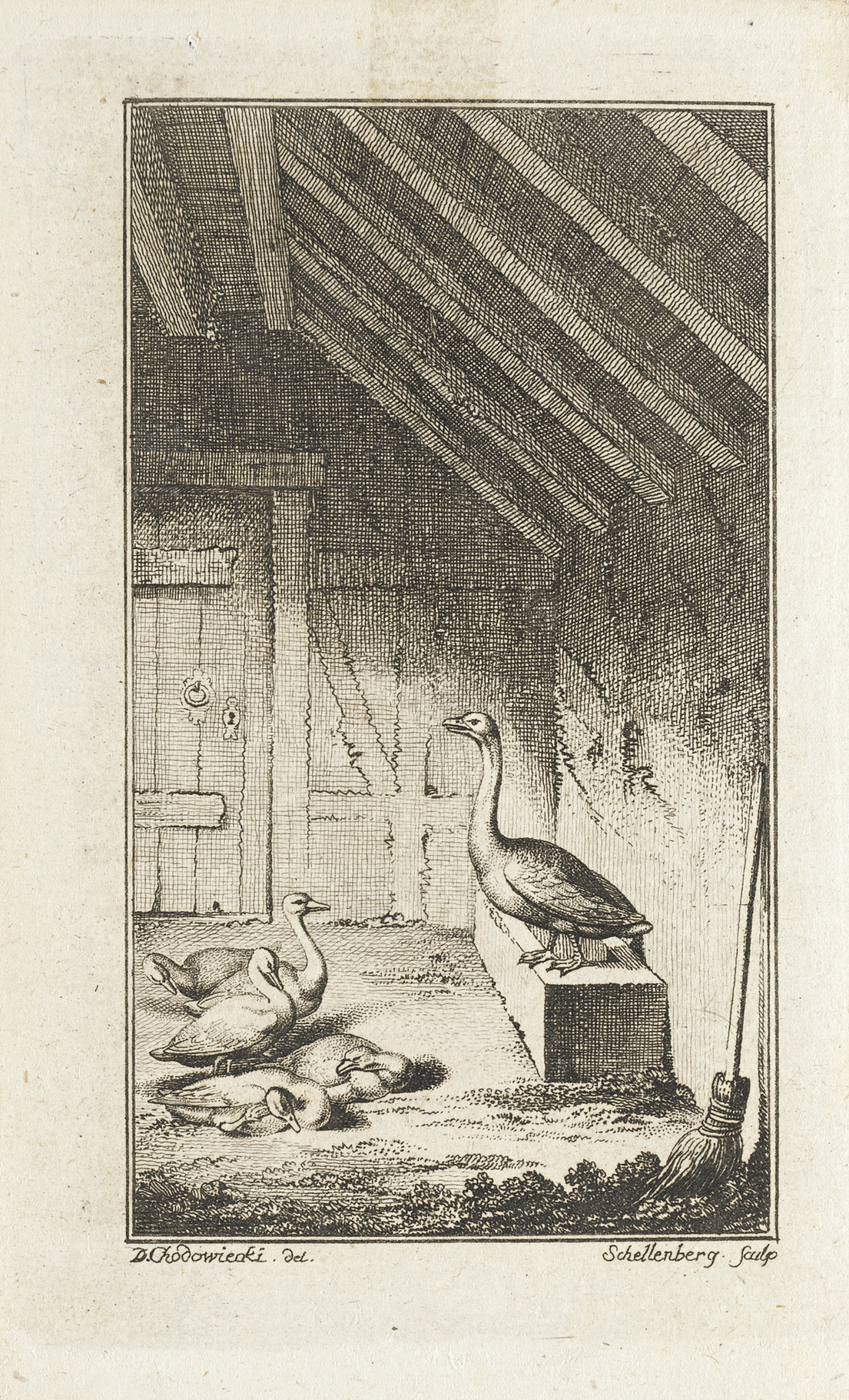

### Сочинения
- Plantes et arbustes d'agrément (1791—1794)
- Collection choisie de plantes et arbustes (1797)
- Das Geschlecht der Land- und Wasserwanzen nach Familien geordnet (1800)
- Entomologische Beyträge (1802)
- Gattungen der Fliegen (1803)